# DEMA
DEMA jest wskaźnikiem, który został zaprezentowany przez Patricka Mulloya w grudniu 1994 r. w czasopiśmie Technical Analisys of Stocks & Commodities.
DEMA jest skrótem oznaczającym Double Exponential Moving Average. Jednakże, nazwa tej techniki gładzenia jest trochę myląca, ponieważ nie jest to prosta średnia ruchoma średniej ruchomej. DEMA zawiera wyjątkową w swoim rodzaju mieszaniną pojedynczej wykładniczej średniej ruchomej i podwójnej wykładniczej średniej ruchomej, co powoduje mniej pomyłek, niż każdy z tych dwóch składników z osobna.

## Interpretacja
DEMA może być używany zamiast tradycyjnych średnich ruchomych. Można ten wskaźnik wykorzystać do gładzenia danych liczbowych ceny lub do gładzenia innych wskaźników. Pierwotnie Mulloy testował ten wskaźnik na MACD. Przez przypadek odkrył, że szybciej reagująca DEMA – gładzonego MACD, daje mniejszą ilość (ale bardziej zyskownych) sygnałów, niż tradycyjny 12/26 gładzony MACD.